# Dodge Dakota

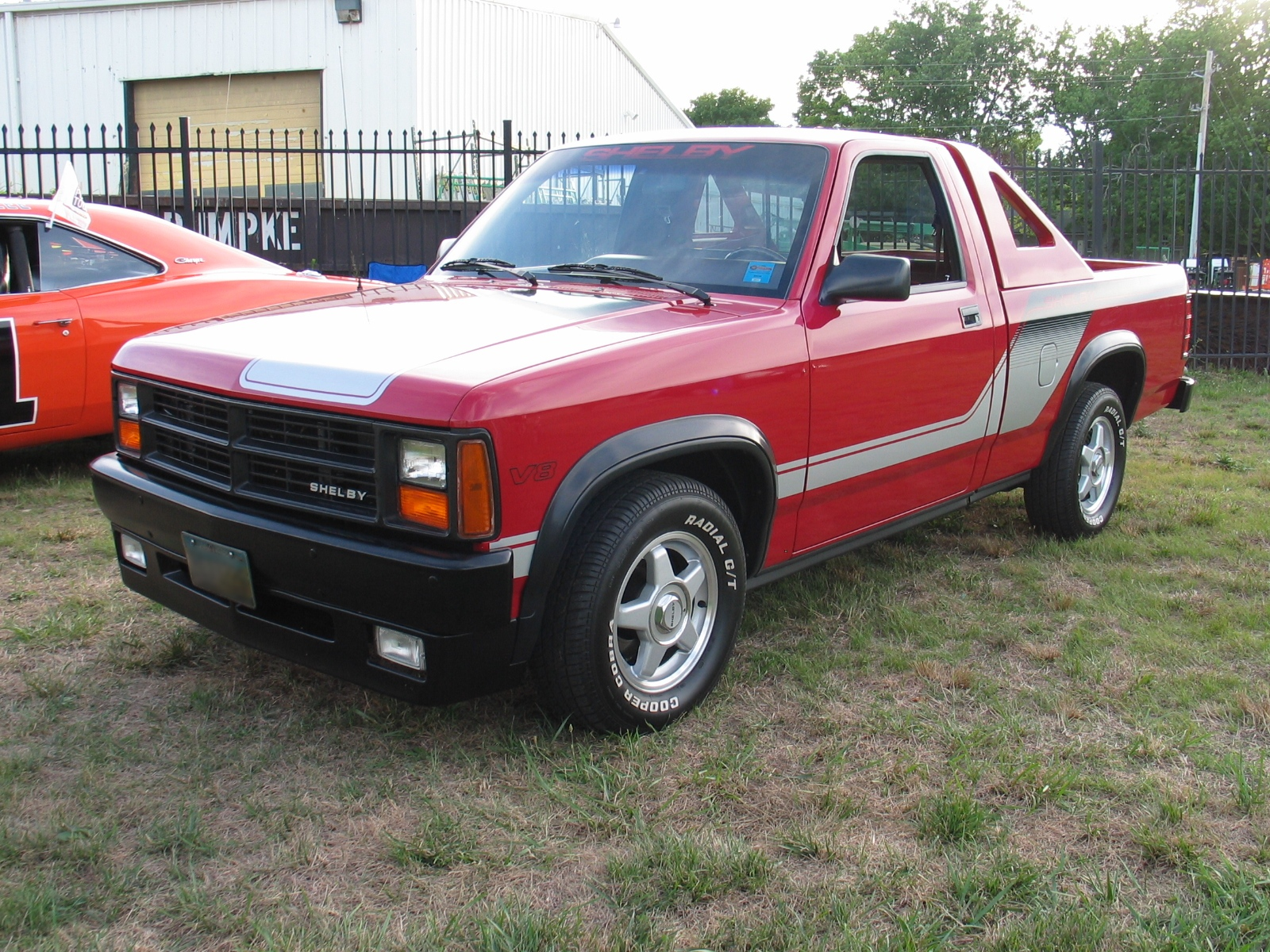
Dodge Dakota Shelby

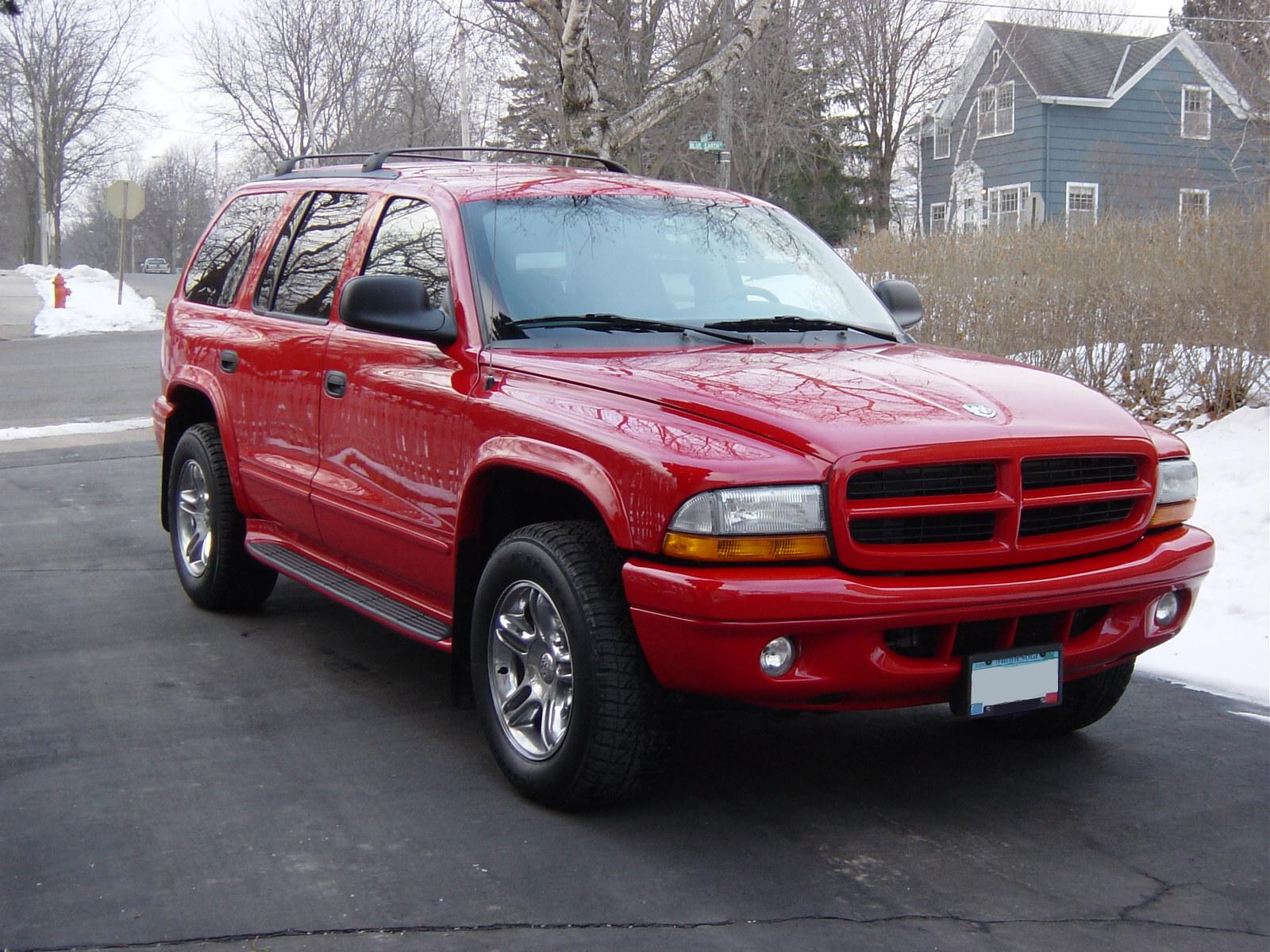
Dodge Durango

Dodge Dakota (также известный как Ram Dakota) — серия среднеразмерных пикапов, выпускаемых подразделением Stellantis North America (ранее Chrysler Group LLC и FCA US LLC) с 1986 по 2011 год. По габаритам модель выше, чем Ford Ranger и Chevrolet S-10, но ниже, чем Dodge Ram Pickup. Это первый пикап Dodge с двигателем V8.
В Россию и Украину официально не поставлялся.

## Первое поколение (1986—1996)
Автомобиль Dodge Dakota впервые был представлен в 1986 году. Для снижения затрат на производство комплектующие поставлялись компанией Chrysler. Внешне автомобиль напоминает RAM Pickup. 
В 1989 году был представлен спортивный автомобиль Shelby Dakota. Он является предшественником моделей GMC Syclone и Ford Lightning. 

### Галерея

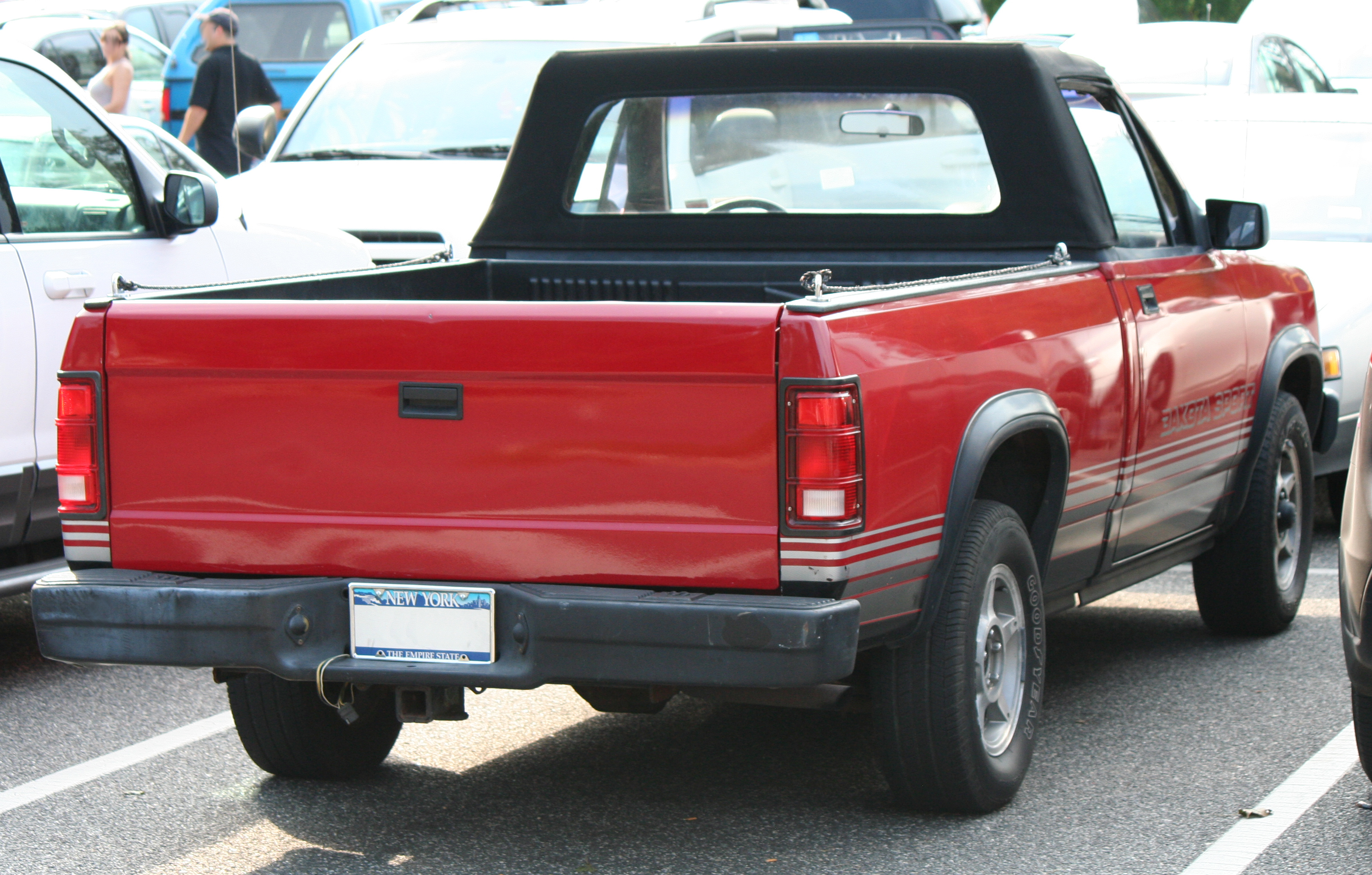
Dodge Dakota Sport
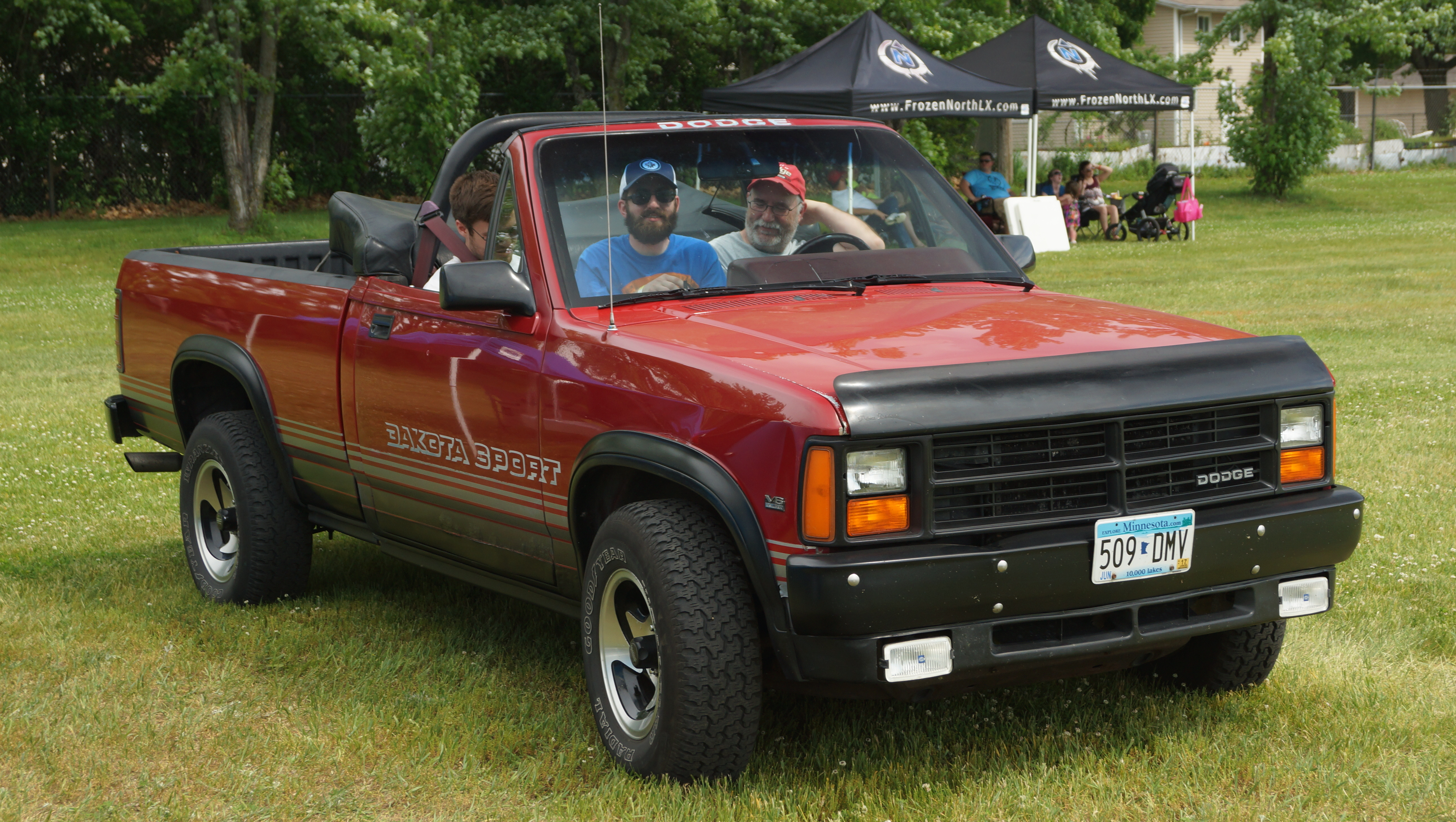
Кабриолет
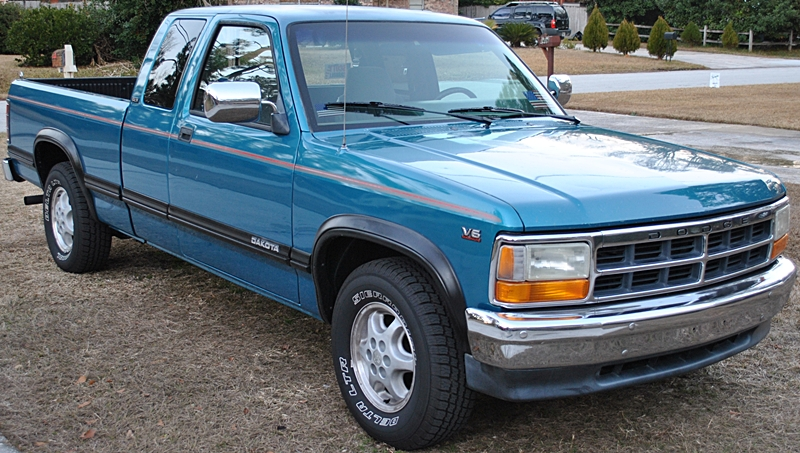
Dodge Dakota SLT
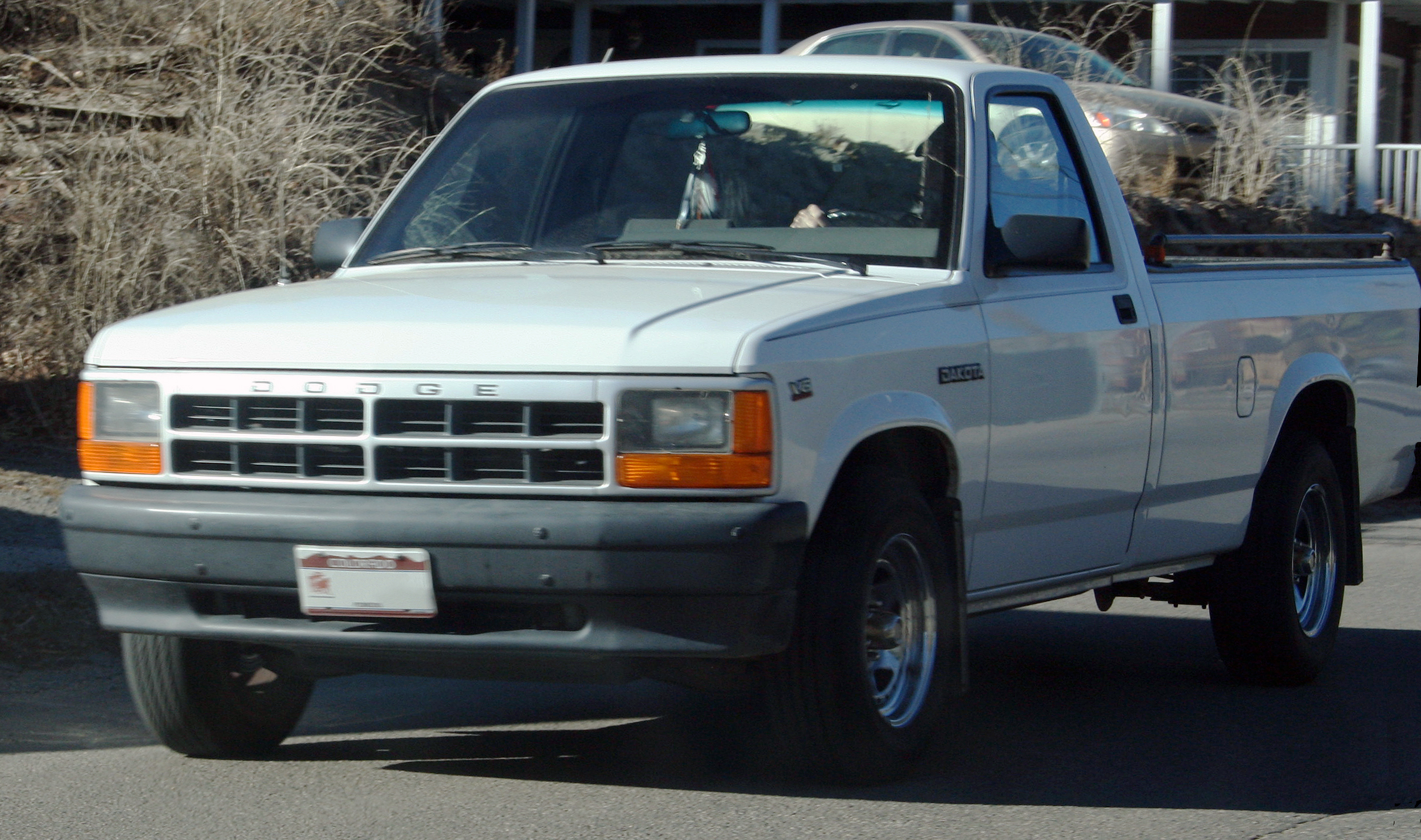
Dodge Dakota SLT
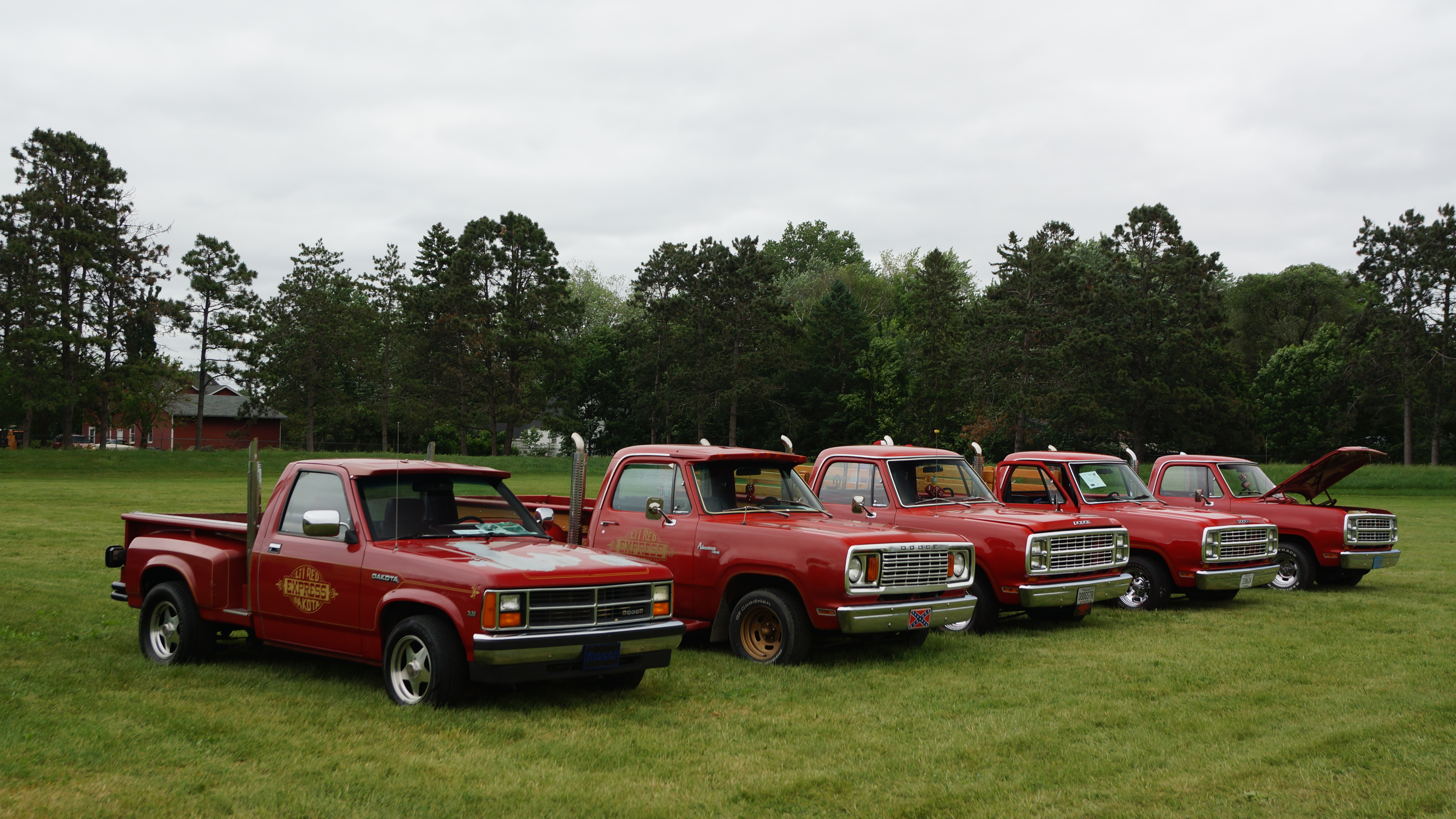
Dodge Dakota Li'l Red Express

## Второе поколение (1997—2004)
Автомобиль Dodge Dakota второго поколения выпускался с июля 1996 по июль 2004 года. Частью семейства Dodge Dakota является внедорожник Durango на платформе Chrysler DN. С 1998 года автомобиль поставлялся в Бразилию.
Модификации автомобиля — ST, SXT, SLT и R/T.

### Двигатели
| Годы производства | Двигатель     | Мощность            | Крутящий момент |
| ----------------- | ------------- | ------------------- | --------------- |
| 1997—2002         | AMC I4        | 120 л. с. (88 кВт)  | 190 Н*м         |
| 1997—2003         | Magnum V6     | 175 л. с. (129 кВт) | 305 Н*м         |
| 1997—1999         | Magnum V8     | 225 л. с. (165 кВт) | 400 Н*м         |
| 1998—2003         | Magnum V8     | 250 л. с. (184 кВт) | 468 Н*м         |
| 1999—2001         | VM-425 OHV I4 | 114 л. с. (84 кВт)  | 300 Н*м         |
| 2000—2004         | PowerTech V8  | 230 л. с. (169 кВт) | 400 Н*м         |
| 2004              | Magnum V6     | 210 л. с. (154 кВт) | 319 Н*м         |

### Галерея

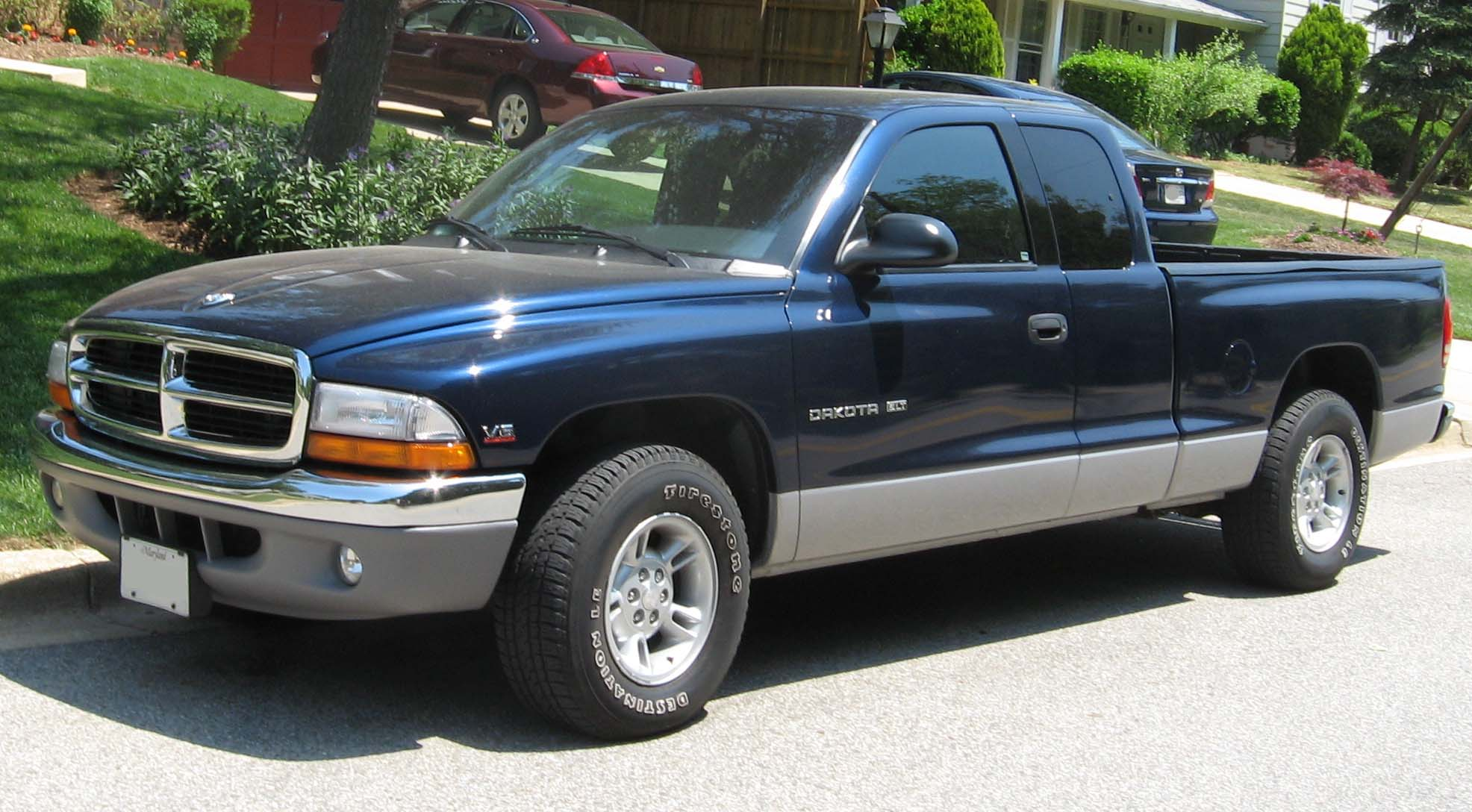
Dodge Dakota SLT
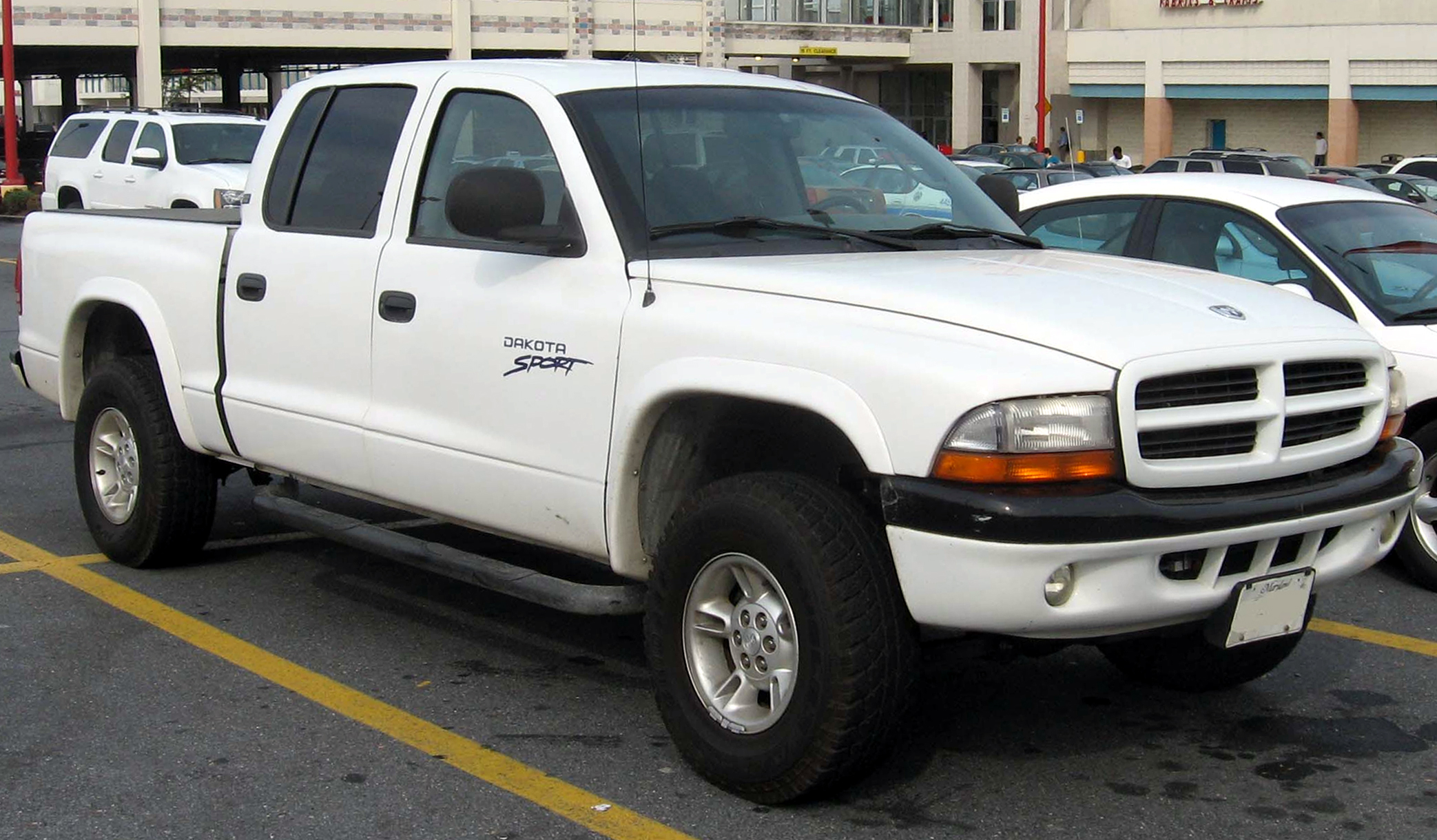
Dodge Dakota Sport

## Третье поколение (2005—2011)
Автомобиль Dodge Dakota третьего поколения производился с 2005 по 2011 года. Модификации автомобиля — ST, SLT, Lonestar и Laramie.
После выделения компании Ram Trucks в отдельную из состава Dodge производство автомобиля Dodge Dakota завершилось 23 августа 2011 года.

### Галерея

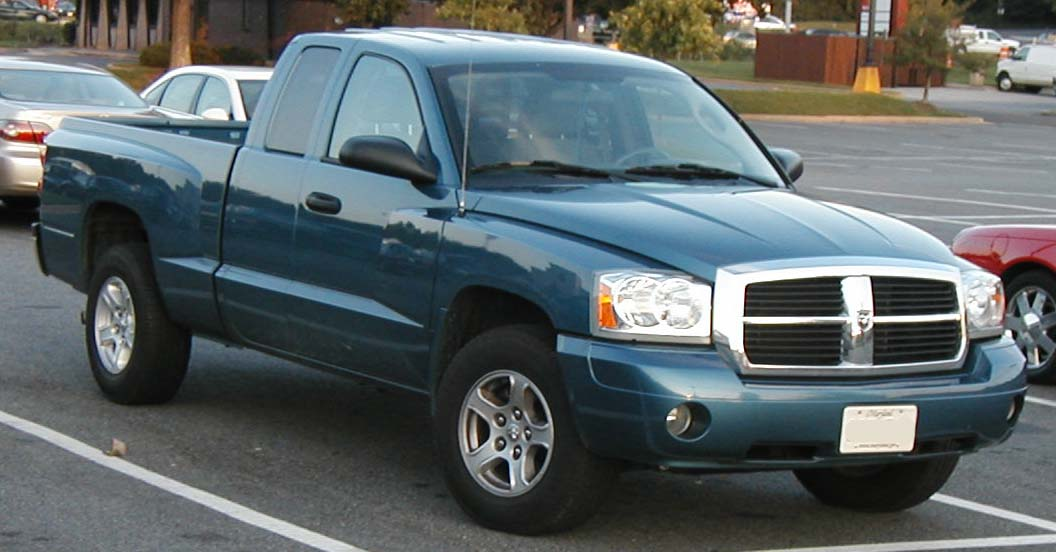
Dodge Dakota
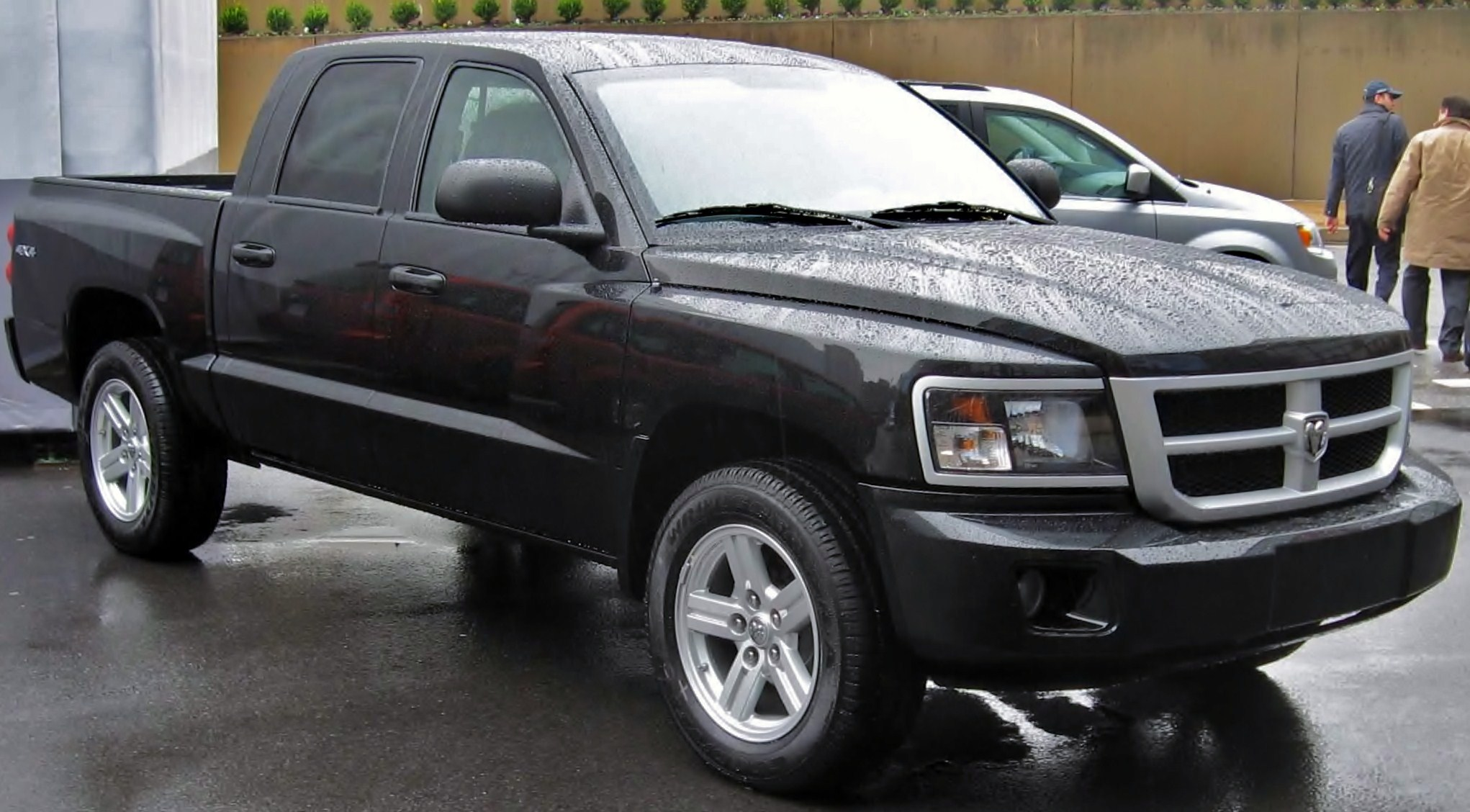
Dodge Dakota
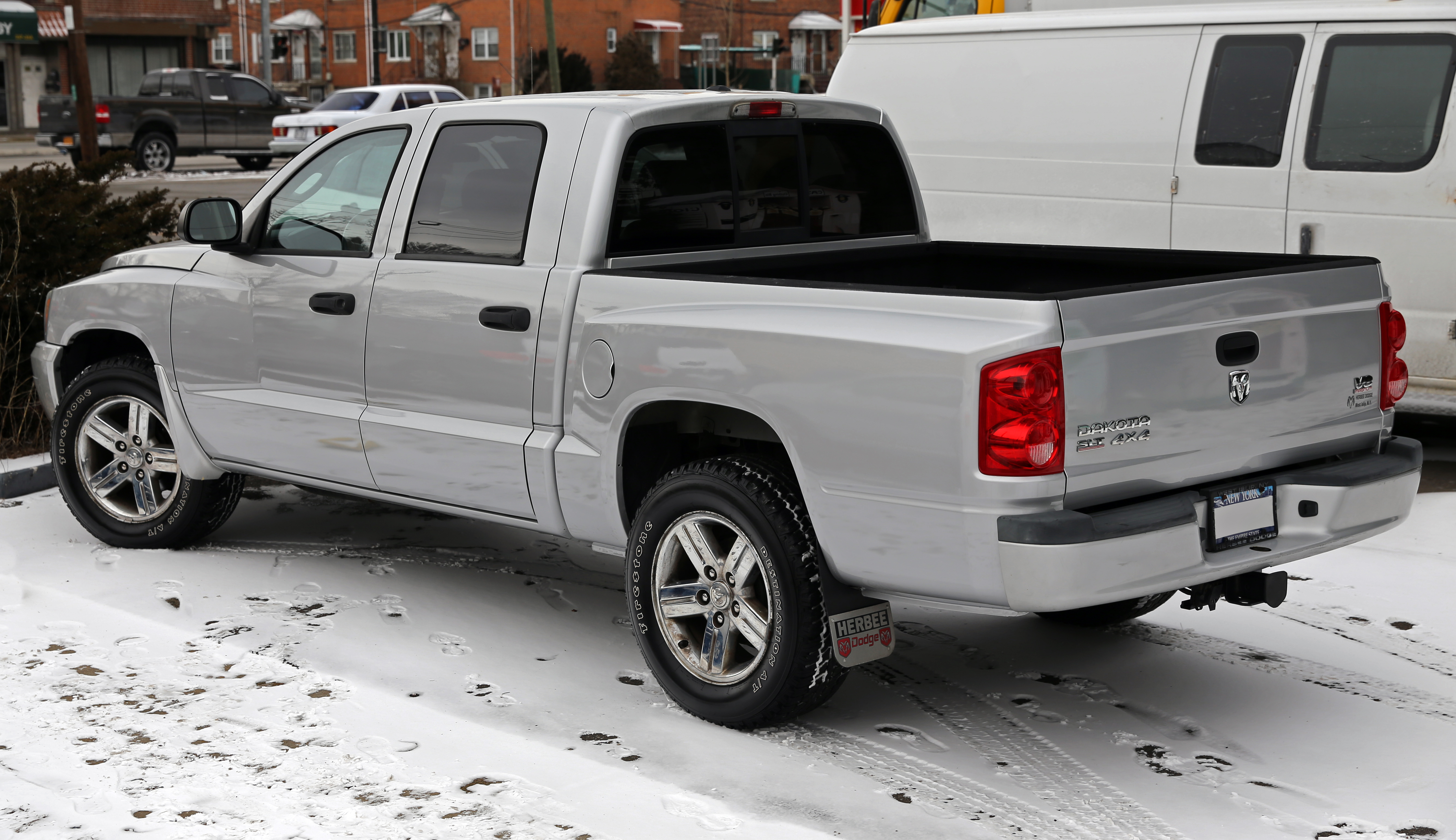
Dodge Dakota SLT

## Продажи
| Год  | США    |
| ---- | ------ |
| 1999 | 144148 |
| 2000 | 177395 |
| 2001 | 154479 |
| 2002 | 130712 |
| 2003 | 111273 |
| 2004 | 105614 |
| 2005 | 104051 |
| 2006 | 76098  |
| 2007 | 50702  |
| 2008 | 26044  |
| 2009 | 10690  |
| 2010 | 13047  |
| 2011 | 12156  |
| 2012 | 490    |